# Elmar Windthorst
Elmar Windthorst (* 1. Januar 1930 in Buer-Erle; † 20. Januar 2018) war ein deutscher Manager.

## Leben
Elmar Windhorst, Sohn aus der Ehe von Karl Eduard Windthorst und Hedwig geb. Mauelshagen, war seit 1958 mit Hannelore geb. Burkhardt verheiratet. Aus der Ehe stammten zwei Kinder, darunter der Rechtswissenschaftler Kay Windthorst.
Windthorst studierte Physik an der Technischen Universität München und wurde 1958 mit der Arbeit Deformation und Quadrupolmomente leichter Kerne  zum Dr. rer. nat. promoviert. Von 1963 bis 1971 war er für Standard Elektrik Lorenz (SEL) in Stuttgart tätig, zuletzt als stv. Vorstandsmitglied für Marketing. Von 1971 bis 1978 war er Vorstandsmitglied bei AEG-Telefunken.
Er war von 1983 bis 2002 Vorsitzender des Aufsichtsrates der Bauknecht Hausgeräte GmbH. Er war Mitglied des Aufsichtsrates bei Hewlett-Packard Deutschland und Mitglied des Beirates der Silit-Werke in Riedlingen sowie der Württembergischen Filztuchfabrik Geschmay in Göppingen.
Windthorst war Honorarprofessor an der Hochschule Reutlingen.